# Категории (Аристотел)
„Категории“ (на старогръцки: Κατηγορίαι; на латински: Categoriae) е кратко съчинение, което е схващано като Аристотеловото учение за понятието. В него философът въвежда десет общи категории (познати на средновековните автори с термина на латински: praedicamenta), които да класифицират всеки съществуващ предмет на човешкото схващане: същност, количество, качество, отношение, място, време, положение, притежание, действие, подложеност (на действие). Аристотел възнамерявал да изброи всичко, възможно да бъде изразено без състав и структура, и по такъв начин всичко, което би могло да бъде субект или предикат на твърдение.
| Български  | Гръцки  | Латински   | Примери                |
| същност    | οὐσία   | essentia   | човек, кон             |
| количество | ποσόν   | quantitas  | два лакътя             |
| качество   | ποιόν   | qualitas   | бял, грамотен          |
| отношение  | πρός τι | relatio    | двоен, половин         |
| място      | ποῦ     | ubeitas    | на площада, в Лицея,   |
| време      | πότε    | quandeitas | вчера, миналата година |
| положение  | κεῖσθαι | situs      | лежи, стои             |
| обладание  | ἔχειν   | habitudo   | въоръжен, обут         |
| действие   | ποιεῖν  | actio      | режа, горя             |
| страдание  | πάσχειν | passio     | режат го, горя го      |

В текста, достигнал до нас, отчетливо се разграничават три дяла, встъпителният (гл.1 – 4) и финалният (гл. 10 – 15), наричани съответно пре- и пост- предикаменти. Изброяването на десетте категории е извършено в глава 4. Известно разноречие между началото и средата, а също и множество несъответствия с други текстове на Аристотел водят съвременните изследователи към съмнение, дали Категории е собствено аристотелов текст.
Пълното изброяване до десет категории се открива още веднъж единствено в Топика (109b21-3), като на повече от 60 други места из текстовете на Аристотел фигурират непълни списъци.
Категории става първата книга в „Органон“, набор от шест книги, в които се излага логическата доктрина на Аристотел. Това подреждане обяснява и че тя става една от книгите, преведени на латински от Боеций, което я прави достъпна за по-късните схоластични коментатори. Известни са около 200 средновековни латински коментара, докато от гръцката античност са запазени само 8 (от Амоний, Олимпиодор Млади, Порфирий, Филопон, Симплиций, Дексип, Елиас, anon.).
В началото на XIX век, когато популярност добиват очертаните от Кант нови категории, Фридрих Тренделенбург обръща внимание, че предложеното от Аристотел реално съответства на граматиката на езика, а не на абстрактна логика. Около век по-късно Емил Бенвенист недвусмислено доказва правотата на тази бележка.